# Araçarí becmarcat
L'araçarí becmarcat (Pteroglossus inscriptus) és una espècie d'ocell de la família dels ramfàstids (Ramphastidae) que habita la selva humida i palmerars del sud-est de Colòmbia, est de l'Equador i del Perú, nord de Bolívia i Brasil amazònic i oriental.

## Taxonomia
S'han descrit dues subespècies:
- P. i. inscriptus Swainson, 1822. De Brasil central i meridional.
- P. i. humboldti Wagler, 1827. Des del sud-est de Colòmbia i oest de Brasil fins al nord de Bolívia.

Alguns autors consideren humboldti una espècie diferent: araçarí de Humboldt (Pteroglossus humboldti).